# Бутански нгултрум
Бутански нгултрум (џонгка: དངུལ་ཀྲམ) је званична валута у Бутану. Скраћеница за нгултрум је Nu. а међународни код BTN. Нгултрум издаје Краљевска монетарна управа Бутана. У 2005. години инфлација је износила 5,5%. Један нгултрум састоји се од 100 чертума.
Нгултрум је уведен 1974. и од тада је курсно везан за индијски рупи.
Постоје новчанице у износима 1, 5, 10, 20, 50, 100, 500 и 1000 нгултрума и кованице 5, 10, 20, 25 и 50 филса као и кованица од једног нгултрума.